# العلاقات الأمريكية التركية
العلاقات الأمريكية التركية هي العلاقات الثنائية بين الولايات المتحدة وتركيا. تطورت هذه العلاقة في الفترة ما بعد الحرب العالمية الثانية أثناء مؤتمر القاهرة الثاني في ديسمبر عام 1943، ودخول تركيا في الحرب العالمية الثانية إلى جانب الحلفاء في فبراير عام 1945. أصبحت تركيا عضوًا في ميثاق الأمم المتحدة في وقت لاحق من ذلك العام. أدت الصعوبات التي واجهتها اليونان في قمع التمرد الشيوعي بعد الحرب العالمية الثانية، إلى جانب مطالب الاتحاد السوفيتي بقواعد عسكرية في المضيقين التركيين، حيث تم إعلان الولايات المتحدة مبدأ ترومان في عام 1947. حيث تضمن النوايا الأمريكية لضمان أمن تركيا واليونان، وأدى إلى دعم عسكري واقتصادي أمريكي كبير. تجلى هذا الدعم في إنشاء جيش خطوط خلفية سري، يشار إليه بـ «مكافحة حرب العصابات»، في إطار عملية غلاديو. انضمت تركيا إلى منظمة حلف شمال الأطلسي في عام 1952 بعد مشاركتها مع قوات الأمم المتحدة في الحرب الكورية.
بدأت العلاقات بين البلدين بالتدهور في عام 2003 إذ رفضت تركيا السماح للولايات المتحدة باستخدام قاعدة إنجرليك الجوية لغزو العراق، وهي عملية تكثفت بعد محاولة الانقلاب الفاشلة في تركيا في 15يوليو عام 2016، وذلك في الوقت الذي توجهت فيه السياسة الخارجية تدريجيًا نحو البحث عن شراكات مع قوى أخرى مثل روسيا.
أظهر استطلاع عام 2019 الذي أجراه مركز بيو للأبحاث أن 73٪ من الأتراك لديهم وجهة نظر سلبية تجاه الولايات المتحدة، مع 20٪ فقط لديهم وجهة نظر إيجابية، وهي الأدنى بين الدول التي شملها الاستطلاع. وأظهرت الدراسة نفسها أيضًا أن 11٪ فقط من الأتراك يثقون في الرئيس الأمريكي السابق دونالد ترامب، بينما 84٪ لا يثقون به.

## التاريخ (1780 - الآن)

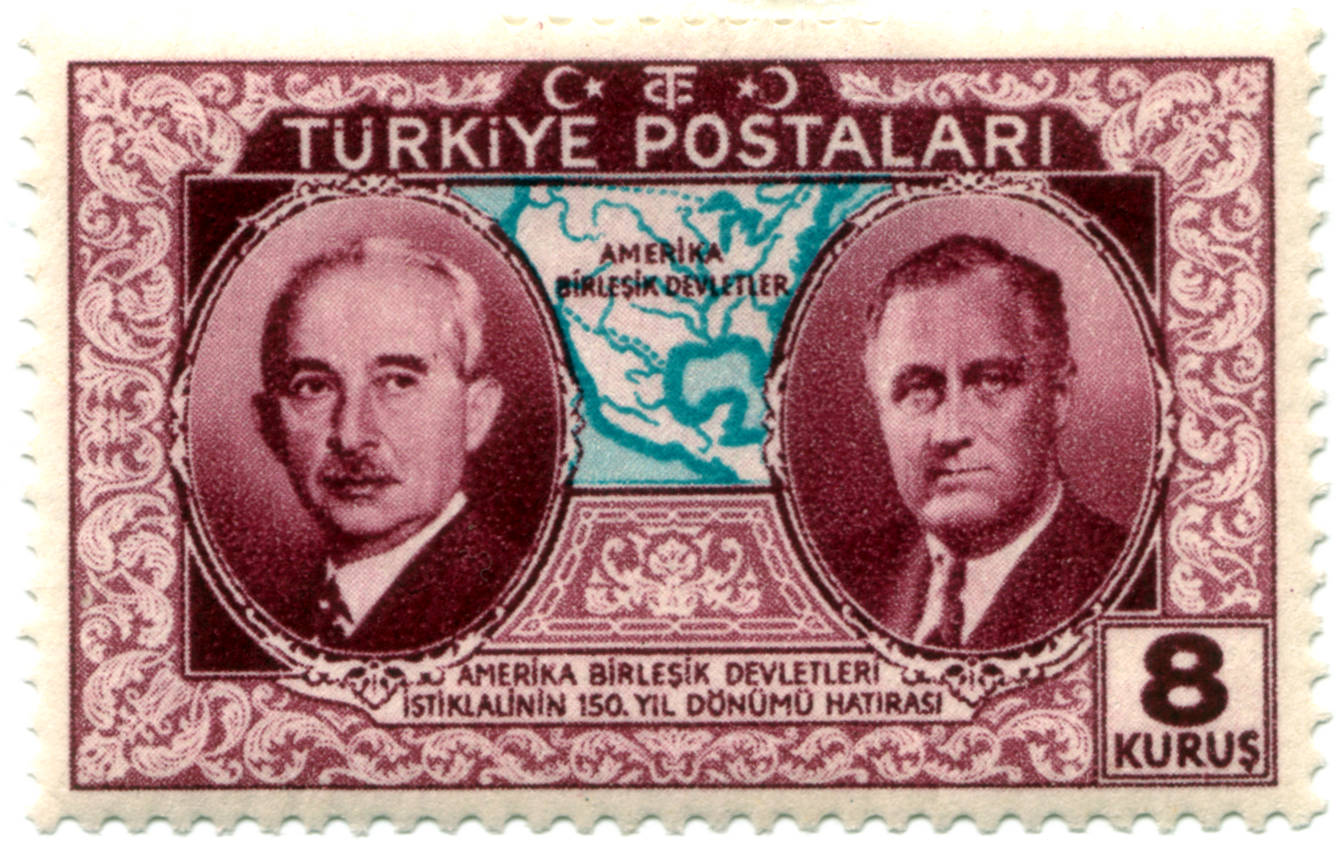
طابع تركي بمناسبة الذكرى 150 لاستقلال الولايات المتحدة، مع صور الرئيس التركي عصمت إينونو، ورئيس الولايات المتحدة فرانكلين دي روزفلت

على الرغم من تأسيس جمهورية تركيا في عام 1922، إلا أن علاقات الولايات المتحدة الأمريكية مع منطقة تركيا الحالية بدأت بعد عام 1780، عندما بدأت الولايات المتحدة علاقات مع دول شمال إفريقيا والإمبراطورية العثمانية. في أوائل القرن التاسع عشر، خاضت الولايات المتحدة الحرب الأمريكية في ساحل البحر المتوسط ضد الدول البربرية، التي كانت في علاقة تحالف مع الخلافة العثمانية. قطع العثمانيون العلاقات الدبلوماسية مع الولايات المتحدة في 20 أبريل 1917، بعد أن أعلنت الولايات المتحدة الحرب على ألمانيا في 4 أبريل 1917، على الرغم من أن الولايات المتحدة لم تعلن الحرب على الإمبراطورية العثمانية. أقيمت علاقات دبلوماسية طبيعية مع الدولة التي خلفت الإمبراطورية العثمانية، تركيا، في عام 1927.

### حادثة طائرة التجسس الأمريكية يو-2
في 1 مايو 1960، أسقطت قوات الدفاع الجوي السوفيتي طائرة تجسس من طراز U-2 أثناء قيامها باستطلاع جوي فوتوغرافي في عمق الأراضي السوفيتية. في 28 أبريل 1960، تم نقل طائرة تجسس أمريكية من طراز Lockheed U-2C، المادة 358، من قاعدة إنجرليك الجوية في تركيا إلى القاعدة الأمريكية في مطار بيشاور بواسطة الطيار جلين دوناواي. تم نقل وقود الطائرة إلى بيشاور في اليوم السابق في طائرة نقل تابعة للقوات الجوية الأمريكية من طراز C-124. تبع ذلك طائرة تابعة للقوات الجوية الأمريكية من طراز C-130، والتي حملت الطاقم الأرضي وطيار المهمة فرانسيس باورز والطيار الاحتياطي بوب إريكسون. في صباح يوم 29 أبريل / نيسان، أُبلغ الطاقم في بدابير بأن المهمة قد تم تأجيلها ليوم واحد. نتيجة لذلك، أعاد بوب إريكسون المادة 358 إلى إنجرليك ونقل جون شين آخر من طراز U-2C، المادة 360، من إنجرليك إلى بيشاور. في 30 أبريل، تم تأجيل المهمة يومًا آخر بسبب سوء الأحوال الجوية في الاتحاد السوفيتي. في 1 مايو، غادر الكابتن باورز القاعدة في بيشاور في مهمة تحمل كلمة رمز العمليات GRAND SLAM. بعد أربعة أيام من اختفاء باورز، أصدرت ناسا بيانًا صحفيًا مفصلاً للغاية يشير إلى أن طائرة «فقدت» شمال تركيا.

### أزمة الصواريخ الكوبية

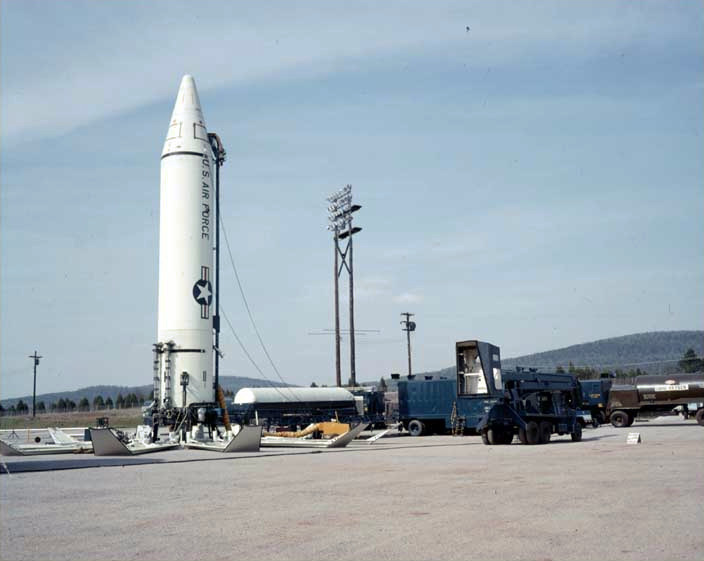
تم نشر أكثر من 100 صاروخ سري من صنع الولايات المتحدة لديها القدرة على ضرب موسكو برؤوس نووية من تركيا

خاطرت تركيا بحرب نووية على أراضيها خلال أزمة الصواريخ الكوبية. كانت المواجهة التي دامت 13 يومًا بين الولايات المتحدة والاتحاد السوفيتي بدأها الاكتشاف الأمريكي لنشر صاروخ باليستي في كوبا. ردًا على فشل غزو خليج الخنازير لعام 1961 ووجود صواريخ جوبيتر البالستية في إيطاليا وتركيا، وافق الزعيم السوفيتي نيكيتا خروتشوف على طلب كوبا وضع صواريخ نووية على الجزيرة لردع أي غزو مستقبلي. تم التوصل إلى اتفاق بين جون ف. كينيدي وخروتشوف. علنًا، قام السوفييت بتفكيك أسلحتهم الهجومية في كوبا، مقابل إعلان عام أمريكي واتفاق على تجنب غزو كوبا مرة أخرى. سرا، وافقت الولايات المتحدة على تفكيك جميع صواريخ جوبيتر البالستية التي صنعتها الولايات المتحدة، والتي تم نشرها في تركيا ضد الاتحاد السوفيتي.
في عام 2017، زعمت مقابلات بوتين أن وضع الصواريخ الروسية في كوبا كان رد فعل روسي على تمركز سابق للصواريخ الأمريكية في تركيا في 1961-1962؛ كانت محاولة خروتشوف لتحقيق توازن القوى.

### إدارة كارتر (1977-1981)
تم رفع حظر الأسلحة بصمت بعد سنوات قليلة مع التغيرات الجيوسياسية في الشرق الأوسط مثل الثورة الإيرانية. ناقش مستشار الأمن القومي زبيغنيو بريجنسكي مع موظفيه حول غزو أمريكي محتمل لإيران باستخدام القواعد والأراضي التركية إذا قرر السوفييت تكرار السيناريو الأفغاني في إيران، على الرغم من أن هذه الخطة لم تتحقق.

### الغزو التركي لقبرص
بعد الانقلاب القبرصي 1974 (بدعم من الحرس الوطني القبرصي والمجلس العسكري اليوناني) أرسلت تركيا قواتها إلى قبرص في 20 يوليو 1974، وادعت أنها كانت تحمي سلامة القبارصة الأتراك بموجب معاهدة الضمان 1960. نتيجة للعملية العسكرية، سيطرت القوات التركية على الثلث الشمالي من قبرص وقسمت الجزيرة على طول ما أصبح يعرف باسم الخط الأخضر الذي تراقبه الأمم المتحدة.
زعمت تركيا مرارًا، لعقود قبل الغزو، وفي كثير من الأحيان بعد ذلك، أن قبرص لها أهمية إستراتيجية حيوية بالنسبة لها. وتحدت أنقرة مجموعة من قرارات الأمم المتحدة التي طالبت بانسحاب قواتها المحتلة من الجزيرة. حوالي 142000 قبرصي يوناني يعيشون في الشمال - ما يقرب من ربع سكان قبرص - طُردوا قسراً من الجزء الشمالي المحتل من الجزيرة حيث شكلوا 80٪ من السكان ومُنعوا من العودة إلى منازلهم وممتلكاتهم. فرض الكونجرس الأمريكي حظراً على مبيعات الأسلحة إلى تركيا، مما أدى إلى توتر وانعدام ثقة بين تركيا والولايات المتحدة.

### العراق (حرب الخليج والمنطقة الشمالية الآمنة)

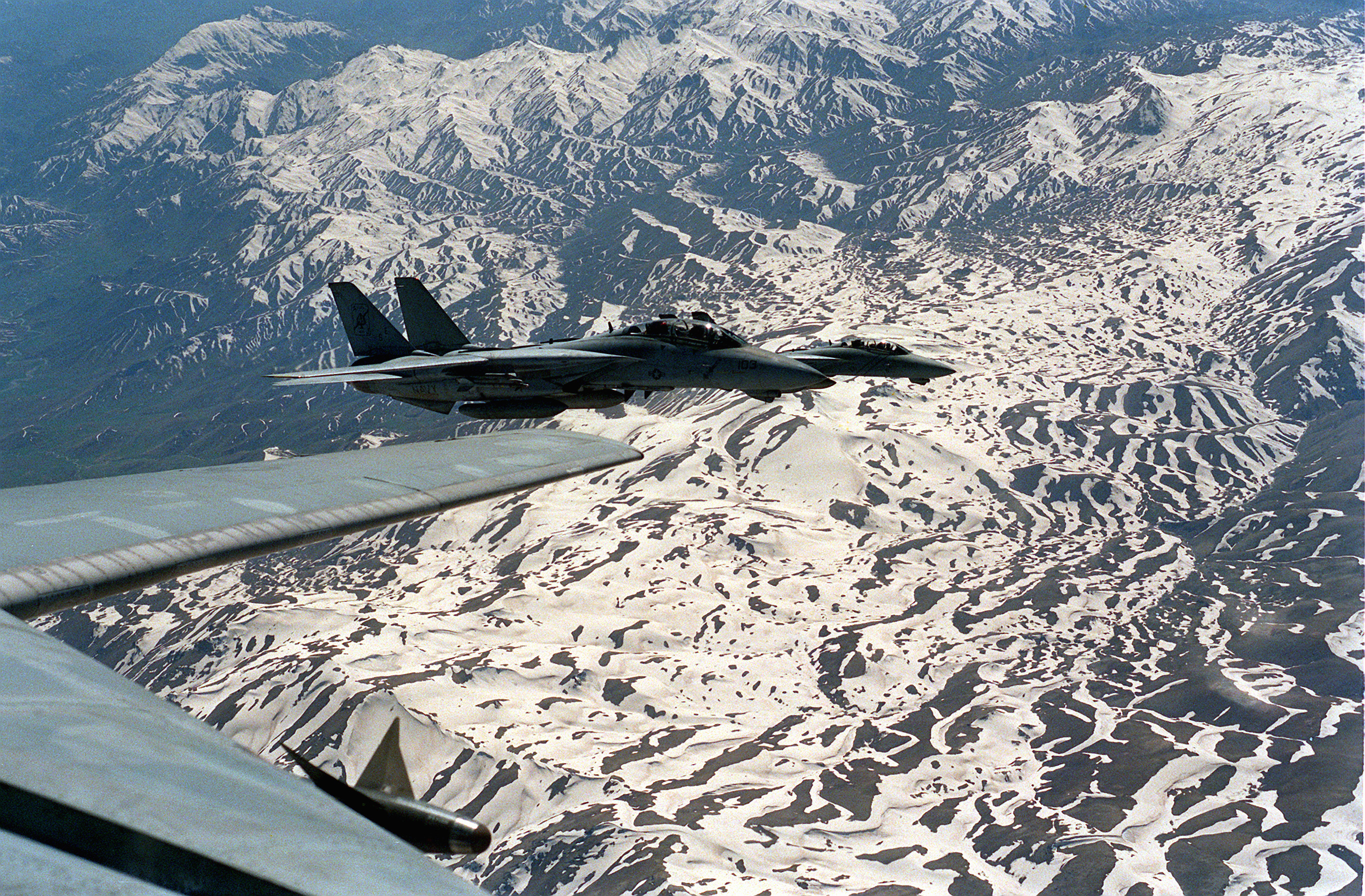
التحليق في جنوب تركيا للحصول على نقطة التقاء للتزود بالوقود الجوي خلال عملية توفير الراحة.

أيد الرئيس أوزال موقف الولايات المتحدة أثناء حرب الخليج (2 أغسطس 1990 - 17 يناير 1991). كانت العلاقات الاقتصادية بين تركيا والعراق واسعة النطاق وأضر تعطيلها بالبلد. خسرت تركيا حوالي 60 مليار دولار بإغلاق خط أنابيب كركوك - جيهان النفطي خلال الصراع. قبل الحرب مباشرة، استقال رئيس الأركان العامة التركية نجيب تورومتاي بسبب الخلاف في إشراك القوات البرية التركية في الصراع، التي حالت دون المشاركة العسكرية النشطة لتركيا. سمحت تركيا لقوات الأمم المتحدة (قرار مجلس الأمن رقم 665) بالتحليق بمهمات جوية من قواعدها الجوية. وبذلك ظلت تركيا منبرًا للهجمات الأمريكية على العراق حتى نهاية الصراع. لعبت تركيا دورًا في الحرب من خلال تقييد نسبة كبيرة من الجيش العراقي على الحدود التركية العراقية.
بعد الحرب، واصلت تركيا دعم مبادرات الولايات المتحدة الرئيسية في المنطقة، بما في ذلك إنشاء منطقة آمنة لأكراد العراق في شمال العراق. استقبلت تركيا عدد كبير من اللاجئين الأكراد العراقيين في أعقاب انتفاضات 1991 في العراق (1 مارس - 5 أبريل 1991). كانت مناطق حظر الطيران العراقية منطقتين لحظر الطيران (NFZs) أعلنتهما الولايات المتحدة والمملكة المتحدة وفرنسا لإنشاء مناطق آمنة للنازحين داخليًا بعد الحرب. ادعت الولايات المتحدة والمملكة المتحدة التصريح بالمنطقة الخالية من الأسلحة النووية بناءً على قرار مجلس الأمن التابع للأمم المتحدة رقم 688. صرحت الولايات المتحدة أن المناطق الخالية من الأسلحة النووية تهدف إلى حماية الأقلية الكردية العرقية في شمال العراق والمسلمين الشيعة في الجنوب. فتحت تركيا قاعدتي إنجرليك وديار بكر الجويتين وانخرطت في عمليات الدعم والاستخبارات الأرضية لمنطقة شمال نيوزيلندا التي كانت في البداية جزءًا من عمليات الإغاثة عملية توفير الراحة قبل أن تخلفها عملية المراقبة الشمالية.
كما أتاحت المناطق الخالية من الفقر ملاذاً آمناً لحزب العمال الكردستاني. نفذت تركيا عمليات عبر الحدود في شمال العراق:
- عملية شمال العراق: 12 أكتوبر - 1 نوفمبر 1992
- عملية الصلب: 20 مارس - 4 مايو 1995
- عملية المطرقة: 12 مايو - 7 يوليو، 1997
- عملية الفجر: 25 سبتمبر - 15 أكتوبر، 1997

في سبتمبر 1998، وقع مسعود بارزاني وجلال طالباني اتفاق واشنطن بوساطة أمريكية وأقاما معاهدة سلام رسمية. في الاتفاق، اتفق الطرفان على تقاسم الإيرادات، وتقاسم السلطة، وحرمان حزب العمال الكردستاني من استخدام شمال العراق. وقع الرئيس بيل كلينتون على قانون تحرير العراق ليصبح قانونًا، ينص على تقديم مساعدة عسكرية لجماعات المعارضة العراقية، بما في ذلك الاتحاد الوطني الكردستاني والحزب الديمقراطي الكردستاني.
أدى استخدام الولايات المتحدة للمنشآت العسكرية التركية أثناء قصف العراق عام 1991 إلى مظاهرات مناهضة للحرب في عدة مدن تركية وهجمات متفرقة على منشآت أمريكية في عامي 1992 و1993.

### سوريا (الإرهاب)
كانت سوريا على قائمة الولايات المتحدة للدول الراعية للإرهاب، منذ إنشاء القائمة عام 1979 وتعتبرها «ملاذًا آمنًا» للإرهابيين. دانت تركيا وسوريا لدعمها حزب العمال الكردستاني (حزب العمال الكردستاني) المصنف كمنظمة إرهابية دوليًا من قبل عدد من الدول والمنظمات.
هددت حكومة تركبا وسوريا علناً بسبب دعم الأمريكي لحزب العمال الكردستاني. زعمت تركيا أن سوريا وظفت Schutzstaffel هو ضابط السابق الويس برونر لتدريب المسلحين. كادت تركيا وسوريا الدخول في حرب عندما هددت تركيا بعمل عسكري إذا استمرت سوريا في إيواء عبد الله أوجلان في دمشق، التي تعد ملاذه الآمن منذ فترة طويلة. كان أوجلان زعيم حزب العمال الكردستاني وأحد الأعضاء المؤسسين له. نتيجة لذلك، أجبرت الحكومة السورية أوجلان على مغادرة البلاد، وتم القبض عليه في كينيا في 15 فبراير 1999، أثناء نقله من السفارة اليونانية إلى مطار جومو كينياتا الدولي في نيروبي، في عملية نفذها جهاز المخابرات الوطني التركي.

## الحرب على الإرهاب
ظلت تركيا حليفًا وثيقًا للولايات المتحدة في الحرب على الإرهاب بعد هجمات 11 سبتمبر. الرئيس التركي أحمد نجدت سيزر ورئيس الوزراء بولنت اجاويد أدانوا الهجمات وأمرت الحكومة التركية بعد ذلك بنزع أعلامها ليوم حداد واحد.
وفقًا لتقرير صادر عن مؤسسات المجتمع المفتوح، شاركت تركيا في مرحلة أو أخرى في برنامج التسليم الاستثنائي التابع لوكالة المخابرات المركزية. كشف السفير الأمريكي روس ويلسون عن تورط قاعدة إنجرليك الجوية في برقية دبلوماسية بتاريخ 8 يونيو 2006، والتي وصفت تركيا بأنها حليف مهم في «الحرب العالمية على الإرهاب». وقاعدة لوجستية مهمة للحرب التي قادتها الولايات المتحدة في العراق. في 14 حزيران (يونيو) 2006، قال مسؤولون بوزارة الخارجية التركية للصحفيين: «الحكومة التركية والدولة التركية لم تلعب أبدًا أي دور في عمليات النقل السرية... ولن تفعل ذلك أبدًا». وبحسب الأدلة، كانت القاعدة الأمريكية محطة عبور لنقل المعتقلين إلى سجون سرية. كما ذكرت البرقية: «نوصي بعدم إثارة هذه المسألة مع هيئة الأركان العامة التركية بانتظار توضيح من واشنطن بشأن النهج الذي يرغب مجلس الأمن القومي في اتباعه».

## إسرائيل (غارة على أسطول الحرية)
كانت غارة أسطول غزة عملية عسكرية شنتها إسرائيل ضد ست سفن مدنية من «أسطول الحرية لغزة» في 31 مايو 2010 في المياه الدولية في البحر الأبيض المتوسط. وصلت العلاقات الإسرائيلية التركية إلى أدنى مستوى لها بعد الحادث. واستدعت تركيا سفيرها وألغت مناورات عسكرية مشتركة ودعت إلى اجتماع طارئ لمجلس الأمن الدولي. أشار أردوغان بشدة إلى الغارة على أنها «مجزرة دموية» و «إرهاب دولة»، وانتقد إسرائيل في خطاب ألقاه أمام الجمعية الوطنية الكبرى. عقدت الجمعية الوطنية التركية الكبرى نقاشًا حول ما إذا كانت ستفرض عقوبات على إسرائيل، وخرجت في النهاية ببيان ينتقد الهجوم باعتباره غير قانوني، ويطالب إسرائيل بالاعتذار، ودفع تعويضات، ومحاكمة المتورطين، بينما دعا الحكومة التركية إلى إعادة النظر في العلاقات مع إسرائيل واتخاذ «اجراءات فعالة». كانت غارة أسطول الحرية من بين القضايا التي نوقشت خلال اجتماع أمني للقادة العسكريين الأتراك برئاسة أردوغان.
قبل زيارته لغزة، المقرر إجراؤها في أبريل 2013 أوضح أردوغان للصحيفة التركية «حريت» أن هناك ثلاثة شروط يجب أن تفي بها إسرائيل لاستئناف العلاقات الودية بين البلدين: الاعتذار عن الغارة، و - منح تعويضات للأسر المتضررة من المداهمة، ورفع الحصار الإسرائيلي عن غزة. تدخل الرئيس أوباما في هذه القضية. في 22 مارس 2013، اعتذر نتنياهو عن الحادث في مكالمة هاتفية استمرت 30 دقيقة مع أردوغان، قائلاً إن النتائج لم تكن مقصودة؛ وقبل رئيس الوزراء التركي الاعتذار ووافق على الدخول في مناقشات لحل قضية التعويضات.

## الربيع العربيفي عام 2011
كانت الولايات المتحدة في عهد الرئيس أوباما مترددة في الانخراط بعمق في العالم العربي وكانت تدعم بشكل عام الجهود التركية في المنطقة.

## قطر (أزمة دبلوماسية)
دعمت تركيا قطر في الأزمة الدبلوماسية القطرية لعام 2017 مع المملكة العربية السعودية والإمارات العربية المتحدة - حيث أن مجموعة من الدول قطعت العلاقات مع قطر وفرضت عليها عقوبات في 5 يونيو 2017. انتقد أردوغان قائمة المطالب التي أصدرتها الدول في 22 يونيو، مشيرًا إلى أنها تقوض سيادة قطر.
في ديسمبر / كانون الأول 2017، قال مستشار الأمن القومي الأمريكي الجنرال إتش آر ماكماستر إن تركيا انضمت إلى قطر كمصدر رئيسي للتمويل يساهم في انتشار الفكر المتطرف لـ الإسلاموية، وقال: «إننا نشهد مشاركة كبيرة من قبل تركيا، من كل مكان من غرب إفريقيا إلى جنوب شرق آسيا، تمول الجماعات التي تساعد في خلق الظروف التي تسمح للإرهاب بالازدهار».

### نظام الدفاع الجوي الروسي (S-400)

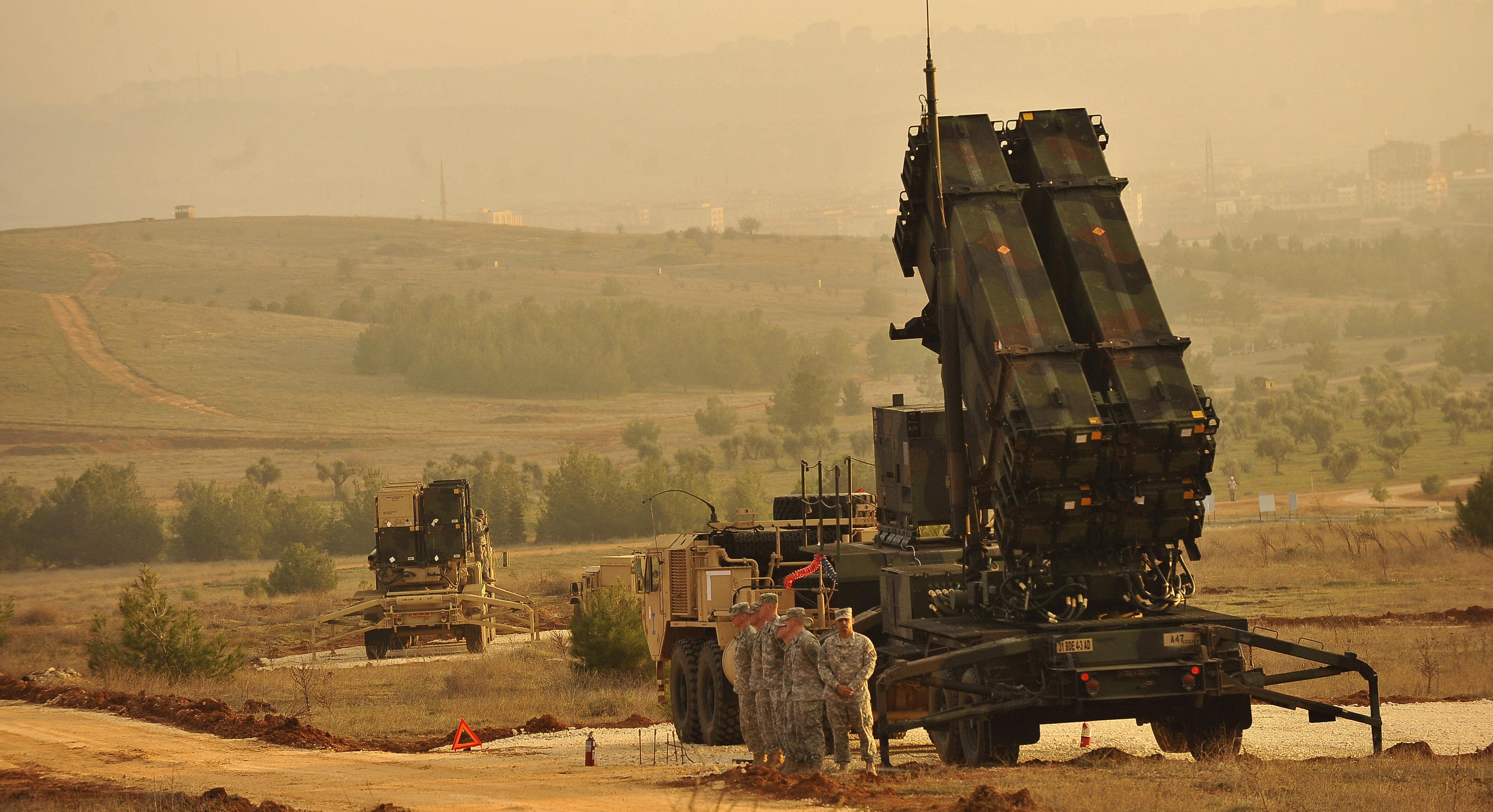
أعضاء الخدمة الأمريكية يقفون بجانب بطارية صاروخ باتريوت، 4 فبراير 2013. لاحقًا تمت إزالة هذه البطاريات من تركيا نتيجة شراء تركيا S-400.

بعد أن اشترت تركيا نظام الصواريخ S-400 الروسي، قررت الولايات المتحدة إنهاء صفقة F-35 قبل 31 يوليو 2019. بالنيابة وزير الدفاع حذر باتريك م. شاناهان تركيا من أن مثل هذه الصفقة مع روسيا تخاطر بتقويض علاقاتها بـ الناتو. هددت الولايات المتحدة تركيا بعقوبات CAATSA بسبب قرار تركيا شراء نظام الدفاع الصاروخي S-400 من روسيا. في شباط (فبراير) 2019، كان لدى روسيا عقد توريد مسبق مع المملكة العربية السعودية لـ S-400،  كانت قطر تجري محادثات «متقدمة» مع روسيا بخصوص منظومة S-400، ووافقت الهند على دفع أكثر من 5 مليارات دولار لخمسة أسراب إس -400 ليتم تسليمها في عام 2023.
في 22 يوليو 2019، زعمت تركيا أن تهديد أمريكا بفرض عقوبات على تركيا بسبب شراءها دفاعات صاروخية روسية من طراز S-400 أمر «غير المقبول».

#### الإبادة الجماعية للأرمن
في عام 2019، أصدر الكونجرس الأمريكي، مع رعاة من المملكة العربية السعودية، اعترافًا رسميًا بـ الإبادة الجماعية للأرمن، وهي المرة الأولى التي تعترف فيها الولايات المتحدة رسميًا بالإبادة الجماعية، بعد أن كانت في السابق غير رسمية أو جزئية. وانتقدت تركيا التي تنكر تقليدياً وجود مثل هذه الإبادة الجماعية الولايات المتحدة لإثارة التوترات. ورفض دونالد ترامب حل الكونجرس، مشيرًا إلى أن موقف إدارته من هذه القضية لم يتغير.

#### حرب ناغورنو كاراباخ
طالب المرشح الرئاسي ونائب الرئيس السابق جو بايدن تركيا «بالبقاء خارج» نزاع مرتفعات كاراباخ بين أذربيجان وأرمينيا، حيث دعمت تركيا الأذريين. إليوت إنجل، رئيس لجنة الشؤون الخارجية بمجلس النواب، وصف تأثير الأطراف الثالثة مثل تركيا بأنه «مقلق». في رسالة إلى وزير الخارجية بومبيو، وعضو رفيع في لجنة العلاقات الخارجية بمجلس الشيوخ بوب مينينديز، وزعيم الأقلية في مجلس الشيوخ تشاك شومر، والعديد من المشرعين الآخرين طالبوا إدارة ترامب بـ «التعليق الفوري لجميع مبيعات وتحويلات معدات عسكرية لأنقرة». Asعلى صعيد النتيجة، ساءت العلاقات بين الولايات المتحدة وتركيا وأذربيجان، حيث اتهمت تركيا الولايات المتحدة بإرسال أسلحة وإمدادات إلى أرمينيا، وهو ما نفته واشنطن.
في 15 أكتوبر / تشرين الأول 2020، حث وزير الخارجية مايك بومبيو كلا الجانبين على احترام وقف إطلاق النار للأغراض الإنسانية، وقال: «لدينا الآن الأتراك، الذين تدخلوا وقدموا الموارد لأذربيجان، مما زاد من المخاطر، وزاد من قوة النيران التي تجري في هذه المعركة التاريخية».

### العقوبات
في 8 ديسمبر 2020، وافق مجلس النواب على حزمة عقوبات ضد تركيا بسبب شرائها نظام صواريخ S-400 من روسيا. قالت إدارة ترامب إن الرئيس سيستخدم حق النقض ضد مشروع القانون. عمل ترامب في وقت سابق على تأخير تمرير العقوبات ضد تركيا، لكنه خسر الانتخابات الرئاسية الأمريكية لعام 2020. وفي 14 ديسمبر 2020، فرضت الولايات المتحدة العقوبات على تركيا، وتضمنت العقوبات حظرًا على جميع تراخيص وتصاريح التصدير الأمريكية إلى رئاسة الصناعات الدفاعية وتجميد الأصول وقيود التأشيرات على الدكتور إسماعيل دمير، رئيس الصناعات الدفاعية، وغيره من ضباط رئاسة الصناعات الدفاعية. بعد ذلك، أثار عدد من محللي السياسة الدولية شكوكًا في أن العقوبات العسكرية على حليف في الناتو ستضعف الحلف، مما يقلل بشكل فعال من قدرة تركيا على الحصول على التكنولوجيا الأمريكية للدفاع الإقليمي. لهذا السبب، من المرجح أن تؤجل إدارة بايدن القادمة العقوبات لتطبيع العلاقات.

## العلاقات الاقتصادية

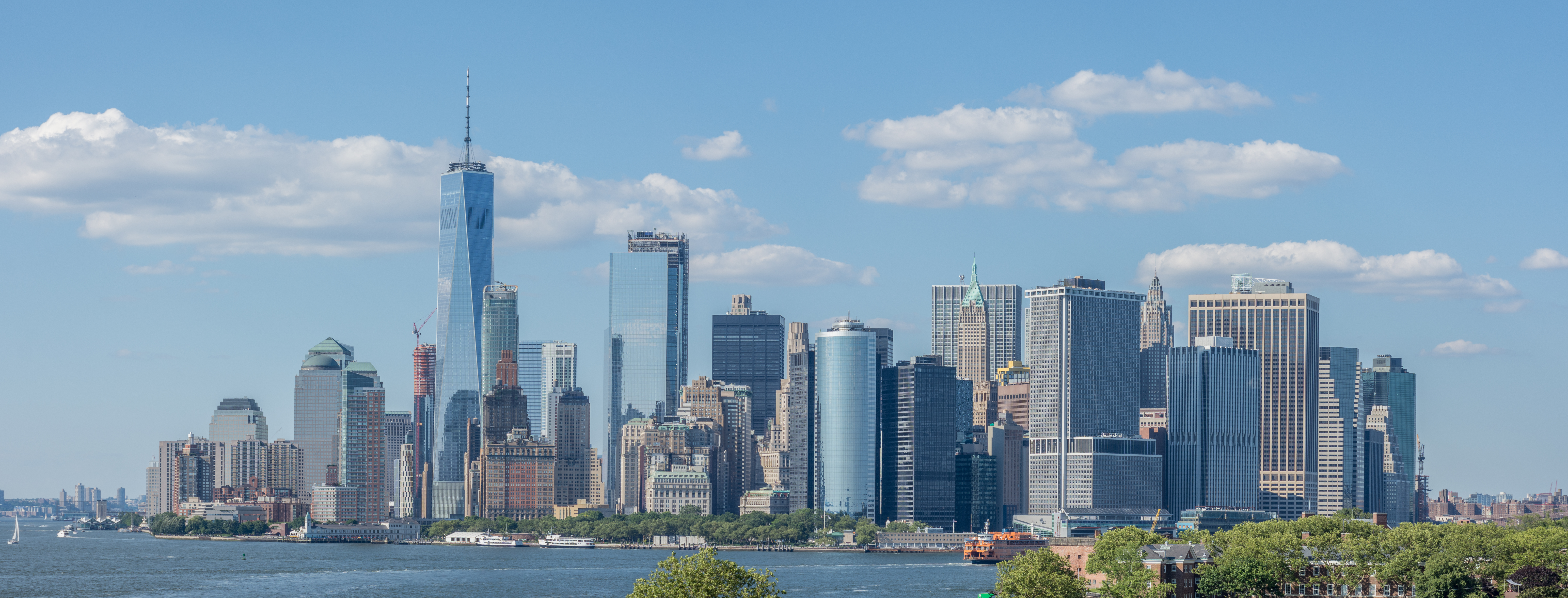
مانهاتن السفلى (Lower Manhattan): رمز القوة الاقتصادية الأمريكية وسعي تركيا لتطوير الشراكات التجارية والاقتصادية

تشترك الولايات المتحدة وتركيا في عضوية منظمة التعاون الاقتصادي والتنمية ومجموعة العشرين. امتلك البلدان لجنة اقتصادية مشتركة واتفاق إطاري للتجارة والاستثمار لعدة سنوات. أشار البلدان في عام 2002 إلى نيتهما المشتركة لتحديث العلاقات الاقتصادية الثنائية من خلال إطلاق لجنة شراكة اقتصادية.
تحتل تركيا حاليًا المرتبة الثانية والثلاثين كشريك تجاري للسلع بقيمة 20.5 مليار دولار (10.2 مليار دولار صادرات، و10.3 مليار دولار واردات) من إجمالي تجارة السلع خلال عام 2018. بلغ إجمالي تجارة السلع والخدمات مع تركيا 24.0 مليار دولار (12.7 مليار دولار صادرات، و11.2 مليار دولار واردات) في عام 2017. بلغت قيمة العجز التجاري 143 مليون دولار في عام 2018.
شملت صادرات السلع والخدمات الأمريكية إلى تركيا 68 ألف وظيفة في عام 2015.

## زيارات الدولة والزيارات والرسمية

### زيارة كلينتون (1999)
زار الرئيس بيل كلينتون أنقرة وإزميت وأفسس في إسطنبول في 15 و 19 نوفمبر عام 1999. كانت زيارة دولية حضر فيها أيضًا اجتماع قمة منظمة الأمن والتعاون في أوروبا.

### زيارة أوباما عام 2009 الى تركيا وتحديدا انقرة
تلقت العلاقات بين الولايات المتحدة وتركيا تحفيزًا خلال الولاية الأولى لحكومة أوباما، ولكن لم يتمكن البلدان على الرغم من ذلك من تحقيق أهدافهما الطموحة. ذهب الرئيس الأمريكي باراك أوباما بأول زيارة رسمية له إلى تركيا، وتوقف في كل من أنقرة وإسطنبول في الفترة من 6 إلى 7 أبريل عام 2009. زعم بعض المنتقدين في الولايات المتحدة أنه لا ينبغي مكافأة تركيا من خلال زيارة رئاسية مبكرة، ويعود سبب ذلك إلى الحكومة التركية التي كانت تغير توجيه السياسة الخارجية بشكل منهجي إلى محور إسلامي، ولكن كما صرح السفير الأمريكي السابق في تركيا مارك باريس: «رفضت حكومة أوباما هذا النقاش بشكل قاطع بكل حيثياته، من خلال جدولة زيارتها».
حث أوباما خلال زيارته الى تركيا في عام 2009 على التصالح مع ماضيها وحل قضاياها الأرمينية. انتقد الرئيس الأمريكي باراك أوباما، قبل زيارته تركيا وأثناء الانتخابات الرئاسية الأمريكية لعام 2008، الرئيس السابق جورج دبليو. بوش لفشله في اتخاذ موقف، وقال إن «الإبادة الجماعية الأرمينية ليست ادعاءً أو رأيًا شخصيًا أو وجهة نظر، بل هي حقيقة موثقة على نطاق واسع تدعمها مجموعة كبيرة من الأدلة التاريخية». رد أوباما بشكل إيجابي على إعلان صدر في أنقرة ويريفان يفيد باحتمالية حدوث اتفاق قريب لإعادة فتح الحدود بين الدولتين، وتبادل الموظفين الدبلوماسيين من خلال الإشارة إلى امتناعه عن استخدام كلمة الإبادة الجماعية في خطابه الذي كان سيؤديه في 24 أبريل من أجل تجنب إعاقة هذا التقدم الدبلوماسي، وذلك على الرغم من عدم تغير آرائه الشخصية حول الموضوع.
أشار الرئيس التركي غل فيما بعد إلى الزيارة على أنها «دليل على شراكة حيوية بين تركيا والولايات المتحدة»، وأشار وزير الخارجية التركي أحمد داود أوغلو إلى الرئيس قائلًا «أنت تغير الجو النفسي» لما كان «يُنظر إليه قبل على أنه علاقة عسكرية». أوضح أوباما فيما بعد قائلًا: «نحن لسنا شركاءً استراتيجيين فقط، بل نحن شركاء نموذجيون أيضًا»، ولكن مع هذا التغيير في المصطلحات، «أراد الرئيس التأكيد على تفرد هذه العلاقة، فهذه ليست علاقة عادية، بل إنها نموذج أولي وعلاقة فريدة». عُقِدت جلسة استماع لجنة الشؤون الخارجية بمجلس النواب الأمريكي بعنوان الولايات المتحدة وتركيا: شراكة نموذجية برئاسة رئيس اللجنة الفرعية لأوروبا روبرت ويكسلر بعد «زيارة أوباما التاريخية لتركيا»، وانتهت باتفاقهم على أن «هذا التعاون حيوي لكلا الدولتين في بيئة نواجه فيها مشاكل أمنية خطيرة في أفغانستان، والعراق، وإيران، والبلقان، والبحر الأسود، والقوقاز والشرق الأوسط، إلى جانب الأزمة المالية العالمية».
استضاف رئيس الوزراء التركي رجب طيب أردوغان ورئيس هيئة الأركان العامة التركية الجنرال إلكير باشبو رئيس الولايات المتحدة للأركان المشتركة الأدميرال مايك مولن في أنقرة عقب زيارة أوباما. ناقش أعضاء الاجتماع التعهد بمزيد من قوات الدعم التركية إلى أفغانستان وباكستان حيث تتمتع السلطات التركية بالنفوذ، والنقل الآمن للقوات والمعدات من ميناء إسكندرونة أثناء اتفاق انسحاب القوات الأمريكية من العراق، والإرهابيون الموالون للأكراد الذين يعملون في جنوب شرق تركيا وشمال العراق.
أعلنت السلطات التركية والأرمينية في 22 أبريل 2009، بعد وقت قصير من زيارة أوباما، رسميًا عن خريطة طريق مؤقتة لتطبيع العلاقات الدبلوماسية بين الدولتين. ردت الولايات المتحدة بإيجابية ببيان من مكتب نائب الرئيس الأمريكي جو بايدن، في أعقاب محادثة هاتفية مع الرئيس الأرميني سيرج سركسيان، ينص على «إشادة نائب الرئيس بقيادة الرئيس سركسيان، والتأكيد على دعم الحكومة لكل من أرمينيا وتركيا في هذه العملية». انتقد كتّاب الأعمدة الأتراك أيضًا توقيت الإعلان معتقدين أنه وُضِع لإرضاء الرئيس الأمريكي قبل خطابه في 24 أبريل، وذلك مع كتابة فكرت بيلا في جريدة ملليت بأن «وزارة الخارجية التركية قد أدلت بهذا البيان بالنظر إلى خريطة الطريق قبل منتصف الليل»، وذلك في الوقت الذي سيُسمح به لأوباما بالعودة إلى وعد حملته الانتخابية، للإشارة إلى الحادث على أنه إبادة جماعية، وهو ما تنفيه الحكومة التركية بشدة، بالإشارة إلى المغتربين الأرمن بأن «تركيا توصلت إلى اتفاق مع أرمينيا ووضعت خارطة طريق»، وأنه «ليس هناك حاجة الآن إلى تخريب هذه العملية».

### زيارة أردوغان (2013)
زار رئيس الوزراء التركي رجب طيب أردوغان البيت الأبيض والتقى بالرئيس أوباما في مايو عام 2013. قال أوباما إن الزيارة كانت فرصة «لرد الاستضافة المميزة التي أظهرها لي رئيس الوزراء والشعب التركي في زيارتي لتركيا قبل أربع سنوات». شدد كل من أوباما وأردوغان على أهمية تحقيق الاستقرار في سوريا خلال مؤتمرهما الصحفي المشترك. قال أردوغان إنه خلال الفترة التي قضاها مع الرئيس أوباما «كانت سوريا على رأس جدول أعمالنا»، وكرر أوباما خطة الولايات المتحدة لدعم معارضة الأسد أثناء ممارسة «ضغط دولي ثابت». ناقش أوباما وأردوغان توسيع العلاقات الاقتصادية بين البلدين أثناء عدم مناقشة تهديدات الأمن القومي. تلقت تركيا مؤخرًا أكثر من 50 مليار دولار من الاستثمارات الأجنبية، يعود 20 مليار دولار منها إلى الولايات المتحدة. كان هناك 8 مليارات دولار فقط من الاستثمارات الأمريكية في تركيا في عام 2003. أشاد أردوغان وأوباما بهذه الزيادة الأخيرة واتفقا على مواصلة توسيع اتفاقيات التجارة والاستثمار بين البلدين. انتهت زيارة أردوغان بمحادثات الاستقرار في المنطقة، وشدد أوباما على أهمية تطبيع العلاقات بين تركيا وإسرائيل وأشاد بالخطوات التي اتخذها أردوغان في هذه العملية. بدأت عملية تطبيع العلاقات التركية الإسرائيلية ببطء، وذكر أردوغان أنه سيواصل هذه العملية قائلًا: «لسنا بحاجة إلى أي مشاكل وقضايا أخرى في المنطقة».

### زيارة أردوغان في 2019
زار أردوغان البيت الأبيض في نوفمبر عام 2019 وعقد اجتماعات مع الرئيس الأمريكي دونالد ترامب.

## مقارنة بين البلدين
هذه مقارنة عامة ومرجعية للدولتين:
| وجه المقارنة                                              | الولايات المتحدة                                                                                                  | تركيا         |
| --------------------------------------------------------- | --- | ------------- |
| المساحة (كم2)                                             | 9.83 مليون | 783.56 ألف    |
| عدد السكان (نسمة)                                         | 311.58 مليون | 80.14 مليون   |
| الكثافة السكانية (ن./كم²)                                 | 31.7 | 102.28        |
| العاصمة                                                   | واشنطن العاصمة | أنقرة         |
| اللغة الرسمية                                             | لا لغة رسمية الإنجليزية تحت حكم الأمر الواقع                                                                      | اللغة التركية |
| العملة                                                    | دولار أمريكي | ليرة تركية    |
| الناتج المحلي الإجمالي (بليون دولار)                      | 19.39 تريليون | 851.10 مليار  |
| الناتج المحلي الإجمالي (تعادل القوة الشرائية) بليون دولار | 18.04 تريليون | 1.57 تريليون  |
| الناتج المحلي الإجمالي الاسمي للفرد دولار أمريكي          | 56.12 ألف | 9.12 ألف      |
| الناتج المحلي الإجمالي للفرد دولار أمريكي                 | 54.63 ألف | 19.79 ألف     |
| مؤشر التنمية البشرية                                      | 0.920 | 0.761         |
| رمز المكالمات الدولي                                      | +1 | +90           |
| رمز الإنترنت                                              | .us، حكومة، .mil، Edu.                                                                                            | .tr           |
| المنطقة الزمنية                                           | توقيت ساموا الأمريكية، توقيت أطلنطي موحد، منطقة زمنية وسطى، توقيت ألاسكا ‏، المنطقة الزمنية الجبلية، توقيت تشامرو ‏ | ت ع م+03:00   |

## العلاقات العامة

### رأي
وفقًا لمسح أجري في ربيع عام 2017 ونشر في أغسطس، يرى 72٪ من الأتراك أن الولايات المتحدة تشكل تهديدًا لأمن تركيا. علاوة على ذلك، كان يُنظر إلى الولايات المتحدة على أنها تهديد للأمن أكبر من روسيا أو الصين. وفقًا لـ PBS، انخفضت الآراء الإيجابية بالولايات المتحدة بشكل مطرد من 1999/2000 (52٪ في تركيا في 1999/2000) وفي عام 2006، انخفضت الآراء الإيجابية بشكل كبير في البلدان ذات الأغلبية المسلمة، والتي تراوحت من 12٪ في تركيا إلى 30٪ في إندونيسيا ومصر.

## مدن متوأمة
في ما يلي قائمة باتفاقيات التوأمة بين مدن أمريكية وتركية:
- ترتبط مورغان هيل مع سفري حصار [الإنجليزية]‏ باتفاقية توأمة.
- ترتبط شيكاغو مع أنطاليا باتفاقية توأمة منذ 2004.[64][64][64][64]
- ترتبط لاودرهيل مع كيمليك باتفاقية توأمة.
- ترتبط أوستن مع أنطاليا باتفاقية توأمة منذ 1992.
- ترتبط بروكلين مع بشكطاش باتفاقية توأمة.
- ترتبط ميلواكي مع مانيسا باتفاقية توأمة منذ 1997.
- ترتبط مانشستر مع بنديك باتفاقية توأمة منذ 1992.
- ترتبط ميامي مع أنقرة باتفاقية توأمة منذ 1 نوفمبر 1990.
- ترتبط باترسون مع إسكي شهر باتفاقية توأمة.
- ترتبط واشنطن العاصمة مع أنقرة باتفاقية توأمة منذ 19 فبراير 1962.[65]
- ترتبط لويفيل مع آدابازاري باتفاقية توأمة منذ 1 أبريل 1977.
- ترتبط ليتل روك مع سامسون باتفاقية توأمة.
- ترتبط تيفين مع بورصة باتفاقية توأمة.
- ترتبط هيوستن مع إسطنبول باتفاقية توأمة منذ 1961.
- ترتبط إموناك مع تشيشمي باتفاقية توأمة.
- ترتبط تامبا مع إزمير باتفاقية توأمة منذ 1992.[66]
- ترتبط ويست بالم بيتش مع مرسين باتفاقية توأمة.
- ترتبط باتون روج مع ملطية باتفاقية توأمة.
- ترتبط لونغ بيتش مع إزمير باتفاقية توأمة منذ 7 أكتوبر 1963.[66][66]

## منظمات دولية مشتركة
يشترك البلدان في عضوية مجموعة من المنظمات الدولية، منها:
| علم المنظمة | اسم المنظمة                               | تاريخ انضمام الولايات المتحدة | تاريخ انضمام تركيا |
| ----------- | ----------------------------------------- | ----------------------------- | ------------------ |
|             | وكالة ضمان الاستثمار متعدد الأطراف        | 12 أبريل 1988                 | 3 يونيو 1988       |
|             | الوكالة الدولية للطاقة                    | ?                             | ?                  |
|             | الاتحاد الدولي للاتصالات                  | 1 يوليو 1908                  | 1866               |
|             | يونسكو                                    | 4 نوفمبر 1946                 | 4 نوفمبر 1946      |
|             | البنك الإفريقي للتنمية                    | ?                             | ?                  |
|             | بنك التنمية الآسيوي                       | 1966                          | 1991               |
|             | الأمم المتحدة                             | 24 أكتوبر 1945                | 24 أكتوبر 1945     |
|             | مؤسسة التمويل الدولية                     | 20 يوليو 1956                 | 19 ديسمبر 1956     |
|             | منظمة الشرطة الجنائية الدولية             | ?                             | ?                  |
|             | مركز تنسيق الحركة في أوروبا ‏              | ?                             | ?                  |
|             | الاتحاد البريدي العالمي                   | ?                             | ?                  |
|             | منظمة حظر الأسلحة الكيميائية              | ?                             | ?                  |
|             | اتفاقية السماوات المفتوحة                 | ?                             | ?                  |
|             | منظمة التجارة العالمية                    | ?                             | 26 مارس 1995       |
|             | منظمة الأمن والتعاون في أوروبا            | 25 يونيو 1973                 | 25 يونيو 1973      |
|             | نظام تحكم تكنولوجيا القذائف               | 1987                          | 1997               |
|             | مجموعة الموردين النوويين                  | ?                             | ?                  |
|             | منظمة التعاون الاقتصادي والتنمية          | ?                             | ?                  |
|             | المركز الدولي لتسوية المنازعات الاستشارية | 14 أكتوبر 1966                | 2 أبريل 1989       |
|             | البنك الدولي للإنشاء والتعمير             | 27 ديسمبر 1945                | 11 مارس 1947       |
|             | مؤسسة التنمية الدولية                     | 24 سبتمبر 1960                | 22 ديسمبر 1960     |
|             | حلف شمال الأطلسي                          | 4 أبريل 1949                  | 18 فبراير 1952     |
|             | مجموعة العشرين                            | ?                             | ?                  |
|             | مجموعة أستراليا                           | 1985                          | 2000               |
|             | المنظمة الهيدروغرافية الدولية             | ?                             | ?                  |
|             | الفريق المعني برصد الأرض                  | ?                             | ?                  |

## أعلام
هذه قائمة لبعض الشخصيات التي تربطها علاقات بالبلدين:
- بوريس جونسون (سياسي بريطاني، 19 يونيو 1964[80][81] –)
- تيفاني ثايسن (ممثلة أمريكية، 23 يناير 1974 –)

## وصلات خارجية
- موقع وزارة الخارجية الأمريكية
- موقع وزارة الخارجية التركية